# Shin Megami Tensei if...
A Shin Megami Tensei: if... (真・女神転生if...; magyaros átírással Sin Megami Tenszei: if...) egy japán RPG játék amit Super Famicomra és PlayStationre adtak ki. A Shin Megami Tensei sorozat melléktörténete, és nem pedig folytatása. A Persona sorozathoz hasonlóan itt is iskolások a főszereplők.

## Történet
A játékos egy fiú és egy lány karakter közül választhat. A Karukozaka Középiskolát valami „beszippantja” a Makaiba (Démon Világ). A játékosnak a Makai több világát kell bejárnia, ezek a hét főbűnből ötöt szimbolizáltak. Az ember, aki ezeknek a cselekmények mögött állt, Hazamának hívják.
A főhőst emberek és démonok is segítik. Ebben a játékban „védő szellemeket” is lehet szerezni. Ezek megszerzése nagyon egyszerű, a játékosnak meg kell halnia.
A főhősnő feltűnik a Persona videójátékokban is Tamaki Uchida névén (az amerikai kiadásban Tammy a neve).

## Manga
A mangát Kazuaki Yanagisawa rajzolta és az ASCII Corporation adta ki az egyetlen megjelent kötetet. Ennek folytatásának, a Shin Megami Tensei: Khan-nak kilenc kötete jelent meg. Ezt a Tokyopop adta ki.